# Panyabungan Tonga
Panyabungan Tonga is een bestuurslaag in het regentschap Mandailing Natal van de provincie Noord-Sumatra, Indonesië. Panyabungan Tonga telt 1785 inwoners (volkstelling 2010).